# Cremon
Cremon és una antiga illa del riu Alster a Hamburg, Alemanya, a l'est de Cremon. Avui en dia el lloc està marcat amb un carrer amb el mateix nom, a la part antiga d'Hamburg.
L'illa va ser la primera de la nova ciutat, amb una població de 1.188 colons de la regió assignada per a pastures, i era a l'extensió de les antigues muralles de la ciutat.
La terra va ser dividida en parcel·les llargues i estretes, on les típiques cases comercials d'Hamburg van ser construïdes. Cada parcel·la tenia accés a la via fluvial més tard anomenada Nikolaifleet. Darrere de les cases hi havia una via d'aigua anomenada Katharinenfleet, que va ser omplerta el 1946. El canal que separa Cremon de la veïna illa de Grimm, el Steckelhörnfleet, es va omplir també després de la Segona Guerra Mundial.
El 1246 Cremon va ser absorbida per la ciutat d'Hamburg, i conjuntament amb Grimm van formar la parròquia de la recent construïda Església de Santa Caterina.
L'origen del nom és incert; pot ser que provingui d'un granger local. El nom del carrer ha existit des de com a mínim el 1251 com a Cremun; el 1289, un document el menciona com a platea Crymon.
El 1937, després de sobreviure al foc d'Hamburg de 1842 i a, com a mínim, 100 anys de desenvolupament urbà, va obtenir la designació hanseatische Traditionsinsel.
Les primeres obres de restauració van començar el mateix 1937, però el carrer complet va ser víctima dels bombardejos caiguts sobre Hamburg el 1943.
Actualment encara s'hi troba entre el carrer Fleet i el Cremon 33-36, (antigament al dic exterior), l'últim exemple dels vells i històrics cellers del segle xviii i principis del XIX